# Conostylis candicans
Conostylis candicans là một loài thực vật có hoa trong họ Huyết bì thảo. Loài này được Endl. mô tả khoa học đầu tiên năm 1839.

## Hình ảnh

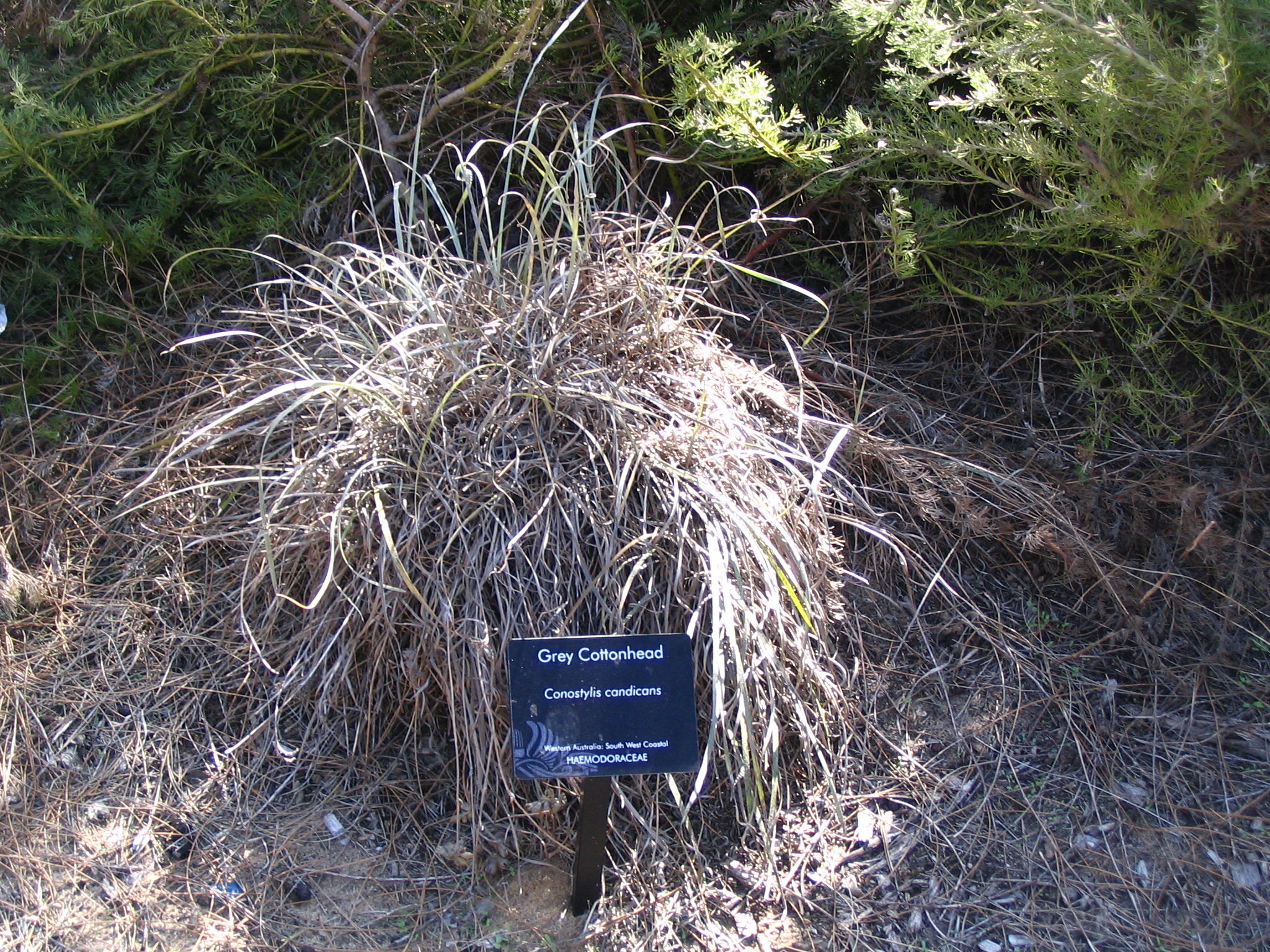